# Монтемитро
Монтемитро (итал. Montemitro) —  коммуна в Италии, располагается в регионе Молизе, в провинции Кампобассо.
Население составляет 470 человек (2008 г.), плотность населения составляет 29 чел./км². Занимает площадь 16 км². Почтовый индекс — 86030. Телефонный код — 0874.
Покровительницей коммуны почитается святая Лючия Сиракузская, празднование в последнюю пятницу мая. В коммуне проживают молизкие хорваты.

## Демография
Динамика населения:

## Администрация коммуны
- Официальный сайт: https://web.archive.org/web/20101013055934/http://www.comune.montemitro.cb.it/